# Formica
Formica é um gênero de formigas da família Formicidae e da subfamília Formicinae. A espécie-tipo do gênero Formica é a formiga vermelha europeia Formica rufa. As formigas deste gênero tendem a ter entre quatro e oito milímetros de comprimento.

## Espécies
Desde 2018, Formica contém pelo menos 290 espécies existentes e 59 espécies extintas.
Espécies incluem:
- Formica aquilonia Yarrow, 1955

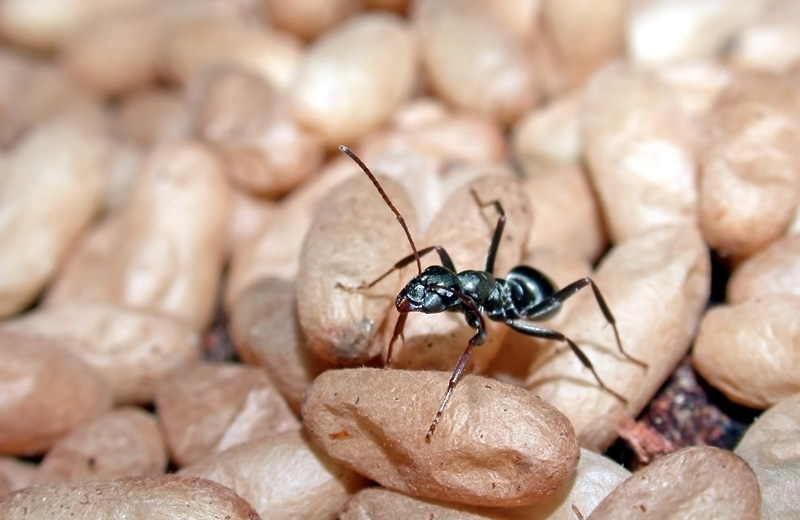
F. accreta operária, com casulos

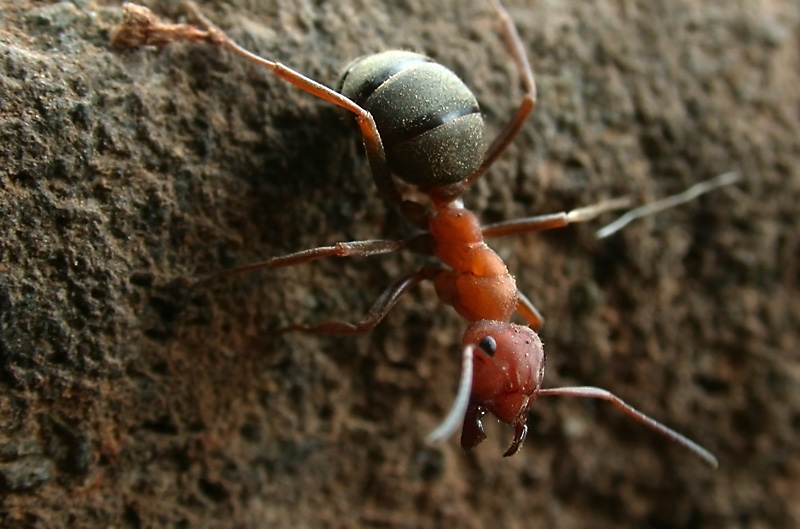
F. integroides operária

- †Formica biamoensis Dlussky, Rasnitsyn & Perfilieva, 2015[7]
- Formica cinerea Mayr, 1853
- Formica creightoni Buren, 1968
- Formica cunicularia Latreille, 1798
- Formica dirksi
- Formica exsecta Nylander
- Formica exsectoides
- Formica fusca Linnaeus, 1758 (F. (Serviformica) fusca)
- Formica gagatoides Ruzsky, 1904
- Formica incerta Emery, 1893
- Formica japonica Motschoulsky, 1866
- Formica lemani Bondroit
- Formica lugubris Zetterstedt, 1838
- Formica obscuripes Forel, 1886
- Formica pacifica
- †Formica paleosibirica Dlussky, Rasnitsyn & Perfilieva, 2015[7]
- Formica pallidefulva Latreille, 1802
- Formica podzolica
- Formica polyctena
- Formica pratensis Retzius
- Formica rufa Linnaeus, 1761
- Formica rufibarbis Fabricius, 1793
- Formica sanguinea
- Formica subintegra Wheeler, 1908
- Formica subsericea
- Formica talbotae Wilson, 1977
- Formica transkaucasica Nasonov
- Formica truncorum Fabricius, 1804
- Formica uralensis Ruzsky, 1895